# Estação Vostok (Metro de Minsk)

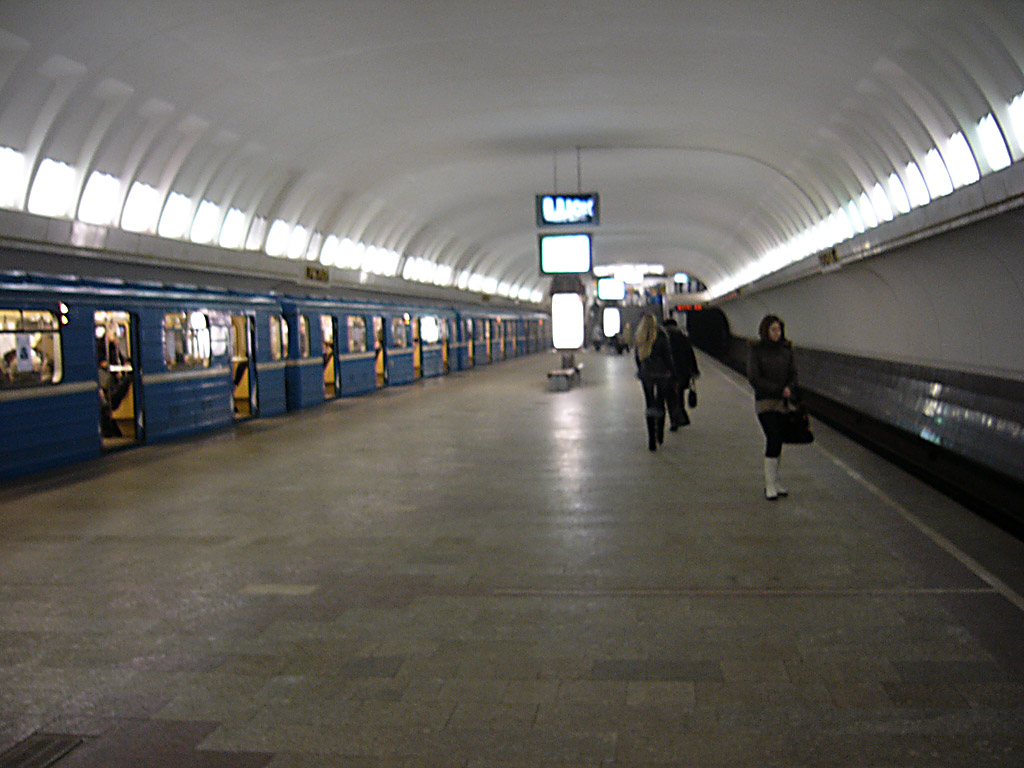
Estação Vostok do metrô de Minsk

Vostok é uma das estações terminais da linha Moskovskaya do metro de Minsk, na Bielorrússia.